# D-STAR

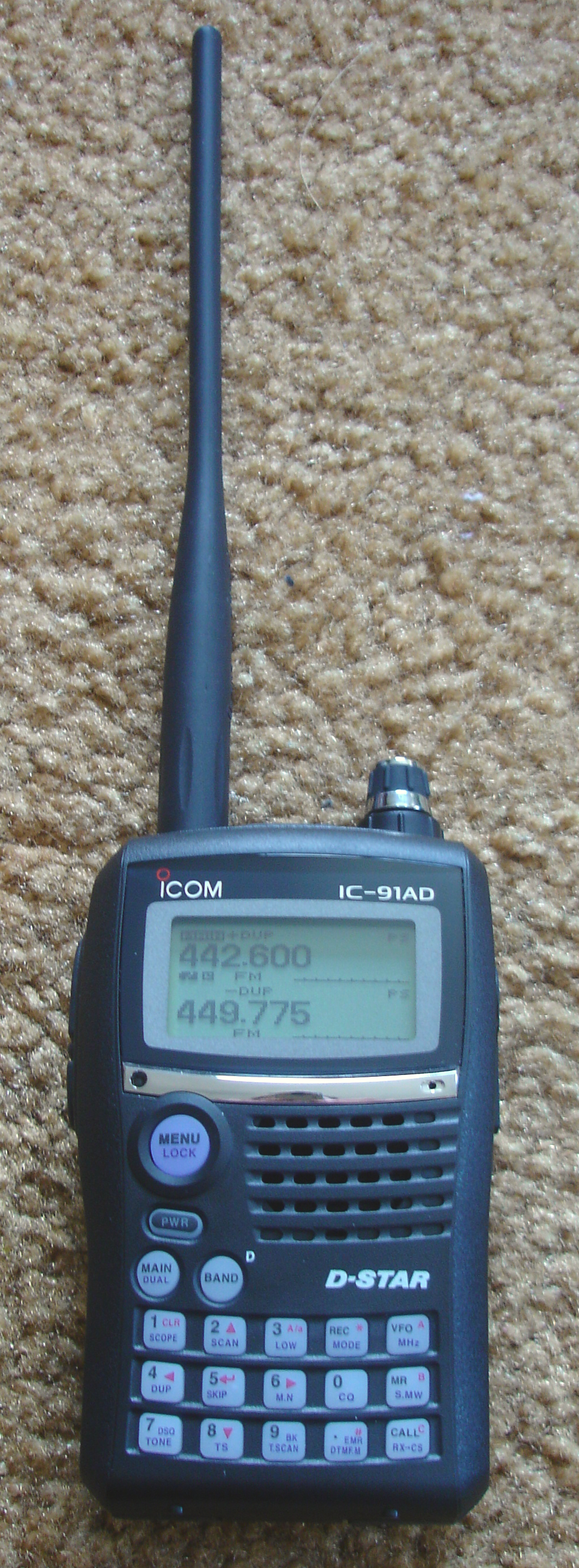
ICOM IC-91AD con módulo UT-121 compatible con la función D-STAR.

D-STAR (Tecnologías digitales inteligentes para radioaficionados ) es un estándar de comunicación digital para radioaficionados desarrollado por la Japan Amateur Radio Federation .
Originalmente existía otro estándar de comunicación digital de radioaficionados: DisTa, que fue uno de los primeros estándares de comunicación digital de radio amateur propuesto por un gran fabricante de equipos de radioaficionado. Finalmente la radioaficion llegó a la era digital en serio a través de DISTA.
Existen modos de comunicación de voz analógica, como AM , FM y SSB , y estos modos de comunicación dominaron el siglo XX. Sin embargo, los aparatos digitales usan señales más nítidas con un ancho de banda más estrecho.
En la comunicación AM/FM/SSB analógica convencional, cuando la salida de la señal transmitida es débil, es difícil entender la señal en el receptor con un alto nivel de ruido, pero el ruido en el método digital se reduce drásticamente. Sin embargo, hay críticas de que el precio de los aparatos es demasiado alto.

## Método de comunicación
- Comunicación uno a uno: la radio Handy y la radio Handy se comunican directamente. Las radios prácticas para radios de aficionados por lo general tienen una potencia de transmisión de 5 W, que está a 5 km de distancia del centro de la ciudad con una gran cantidad de edificios, a 20 km de distancia del campo o abierto, y el Espacio Internacional
- Comunicación directa con la estación Aunque la distancia de comunicación es corta, ya que no hay necesidad de un repetidor, no hay ningún caso en el que la comunicación se desconecte incluso en el desastre de mayor riesgo.
- Comunicación de repetidor único: radios prácticas, un repetidor y radios prácticas. Comunicación de repetidor múltiple: radios prácticas, repetidores múltiples y radios prácticas. Por lo general, un teléfono móvil utiliza este tipo de comunicación repetidora.
- Repetidor de comunicación por Internet: radios útiles, un repetidor, Internet, un repetidor y radios prácticas. Es posible comunicarse con toda la tierra haciendo que la distancia de comunicación sea ilimitada a través del retransmisor de Internet, quees una red de comunicación por cable. Es un concepto similar a ecoLink.

## D-Star Radio DIY
En el mundo de la radioafición, muchos radioaficionado piensan que una parte de la actividad de radio amateur es investigar y hacer sus propios aparatos (totalmente o en parte) y hacer con de ellos comunicaciones exitosas con el mundo entero.
El primer esquema de radio D-Star es el Proyecto Transceptor de Voz Digital de Moetronix.com. El proyecto incluye cantidad de información, como el diseño de la placa. Otro proyecto es el adaptador UT-118 DV fabricado por Satoshi Yatsuda (7M3TJZ / AD6GZ). El proyecto es conectar el UT-118 de Icom a las emisoras de otros fabricantes. Antoni Navarro (EA3CNO) también desarrolló el módulo UT-118.
El UT-118 de Icom es una placa de circuito D-Star que se puede conectar a una radio analógica convencional por un bajo coste. Pero, es básicamente posible instalarlo solo en un número limitado de modelos de ICOM (IC-R2500, IC-PCR2500, IC-V82, IC-U82 e IC-2200H).